# Ghiacciaio Zélée
Il ghiacciaio Zélée è un ghiacciaio situato sulla costa della Terra di Adelia, in Antartide. Si tratta di un ghiacciaio lungo circa 11 km e largo 6 che, partendo dall'altopiano continentale fluisce verso nord-nord-ovest, lungo il versante occidentale del nunatak Lacroix, fino a entrare in mare, dove forma una prominente lingua glaciale che si estende per circa 4 km.

## Storia
Il ghiacciaio Zélée è stato avvistato per la prima volta nel 1840 nel corso della spedizione esplorativa francese comandata da Jules Dumont d'Urville, il quale comunque, stando alle mappe da egli tracciate della costa, non lo riconobbe come un ghiacciaio. Successivamente il ghiacciaio fu fotografato durante ricognizioni aeree effettuate nel corso dell'Operazione Highjump nel gennaio del 1947, e quindi mappato più nel dettaglio durante una spedizione francese svolta dal 1949 al 1951. Proprio i membri di quest'ultima spedizione battezzarono il ghiacciaio con il suo attuale nome in onore della Zélée, la corvetta che accompagnò d'Urville assieme alla sua nave ammiraglia: l'Astrolabe.